# Тед и Венера
«Тед и Венера» (англ. Ted & Venus) — американский кинофильм 1991 года.

## Сюжет
Тед Уитли живёт на пособие по инвалидности, проводя дни, бесцельно бродя по набережной и декламируя свою бит-поэзию в местном баре. Однажды, сидя на пирсе, он замечает прекрасную женщину, выходящую из моря, и тут же влюбляется в неё. Позже Тед узнает, что её зовут Линда, и она управляет агентством, которое помогает ему найти новую квартиру.
Тед, очарованный Линдой, начинает её добиваться, стараясь впечатлить своими поэтическими речами. Однако Линда не разделяет его чувств, хотя сначала и проявляет дружелюбие. Тед же принимает её доброжелательность за знак взаимной симпатии, что ещё больше подогревает его увлечение. Когда Линда пытается дистанцироваться от него, это только усиливает его навязчивую одержимость.
По мере того, как поведение Теда становится всё более тревожным, его восхищение превращается в навязчивую идею, и Линда начинает чувствовать угрозу. Напряжение между ними растет, пока не достигает критической точки, что приводит к трагическим последствиям. Тед, запутавшись в своих ожиданиях, превращает невинную симпатию в нечто мрачное.

## В ролях
- Джеймс Бролин — Тед Уитли, поэт
- Кэрол Кейн — Колетт
- Бетти Экерман — ведущая церемонии вручения Поэтической премии